# Sound Asleep EP
Sound Asleep (conosciuto anche come Whisper) è il secondo EP della rock band statunitense Evanescence.

Diffuso con l'aiuto della BigWig Enterprises, l'EP è stato distribuito in un'edizione limitata di sole 50 copie e senza copertina, ma in una semplice custodia di plastica color amaranto.

## Tracce
Tutte le canzoni sono state scritte da Ben Moody e Amy Lee
1. Give Unto Me (Sound Asleep version) – 2:00
2. Whisper (Demo version) – 4:08
3. Understanding (Sound Asleep version) – 4:57
4. Forgive Me – 3:05
5. Understanding – 7:26
6. Ascension of the Spirit[2] – 11:50

## Curiosità
In alcune riedizioni del disco, i brani "Understanding" e "Ascension of the Spirit" sono collegati in un unico brano, noto col titolo di "Understanding", con una durata complessiva di 19:21. In realtà, come nella versione originale, "Understanding" dura 7:26. Seguono 3 minuti di silenzio (7:26 - 10:26), dopodiché come prima ghost track è possibile ascoltare un breve audio di 35 secondi (10:26 - 11:01) proveniente dal film "My Boyfriend's Back" del 1993. Poi seguono altri 4 minuti e 50 secondi di silenzio (11:01 - 15:51), dopodiché è possibile ascoltare come seconda ghost track il brano "Ascension of the Spirit" (15:51 - 19:21).

## Formazione
- Amy Lee – voce; tastiera in Understanding
- Ben Moody – chitarre elettriche e acustiche, tastiera; pianoforte in Forgive Me

Altri musicisti
- Will Boyd – basso
- Rocky Gray – batteria in Understanding
- Stephanie Pierce – cori in Understanding